# Spaniens geografi

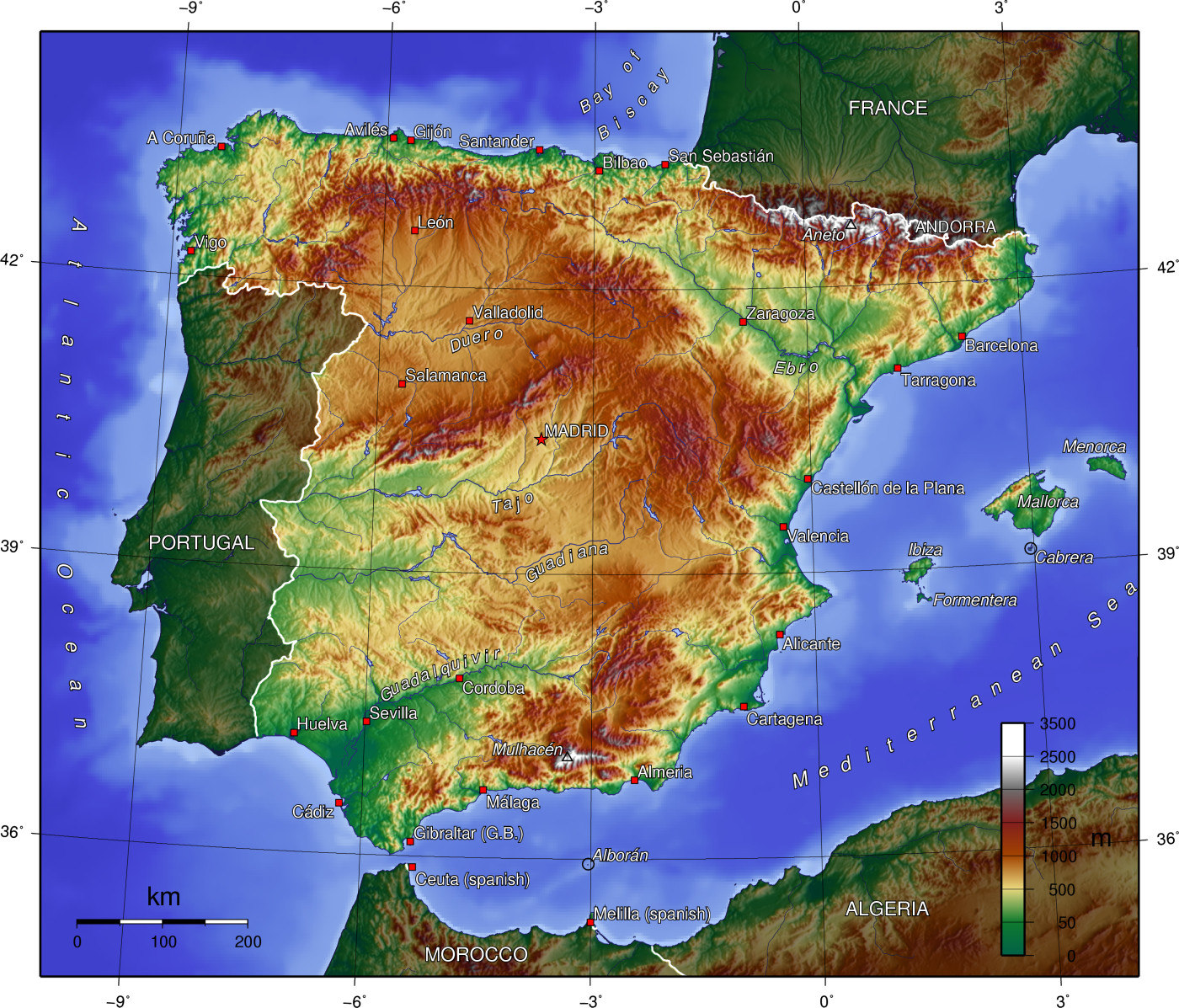
Reliefkarta över Iberiska halvön med Spanien markerad.

Spaniens geografi präglas av att landet ligger mellan Medelhavet och Atlanten. Landet ligger i den sydvästliga delen av Europa och har Pyrenéerna i norr och Nordafrika söderut. Spanien täcker större delen av Iberiska halvön och består dessutom bland annat av två ögrupper – Balearerna i öster och Kanarieöarna väster om Nordafrika – samt besittningarna på den nordafrikanska kusten; de två städerna Ceuta och Melilla och några öar.

## Fysisk geografi
Spanien är beläget mellan ett medelhav i öster; Medelhavet och en ocean i väster; Atlanten. Dessutom har man en lång västlig landgräns mot sin granne på Iberiska halvön – Portugal och i norr mot grannländerna Frankrike och Andorra. Kortaste landgränsen finns i söder mot Gibraltar.
Landet ligger i en övergångszon och har därför ett varierat utseende och ursprung:
- Topografi: En mängd olika typer av geologiska processer har skapat landet, inklusive vulkaner, veckningar och sedimentering.
- Klimat: Läget på halvön gör landet utsatt för både kalla och varma luftmassor. I norr dominerar ett oceaniskt klimat (svalare och fuktigare), medan områden vid Medelhavet är varmare och torrare.
- Vegetation: Påverkat av klimatet är torktålig växtlighet vanligt i södra Spanien, medan mer regngynnade växter breder ut sig i norr.
- Människan: Människans närvaro i området är av gammalt datum, inklusive neandertalare och tidiga invandrare från Afrika. Romare, morer och kristna stater har haft stor påverkan på den kulturella utvecklingen.

### Geografiska landmärken
- Nordligast belägna punkten: Punta da Estaca de Bares, Mañón, A Coruña.
- Sydligast belägna punkt: La Restinga, La Pineda del Hierro, Hierro, Santa Cruz de Tenerife.
- Västligast belägna punkt: Punta de la Orchilla, Frontera (kommunhuvudort) och La Pineda, Hierro, Santa Cruz de Tenerife.
- Östligast belägna punkt: Punta de s'Esperó, Maó på Menorca, Balearerna.
- Högst belägna punkt: Teide, Teneriffa, 3 718 meter över havet.
  - Högst belägna punkt på fastlandet: Mulhacén, Andalusien, 3 481 meter över havet.
- Lägst belägna punkt: Havsnivån, 0 meter över havet.
- Punkt längst bort från kusten (Iberisk otillgänglighetspol): 39°59′N 4°31′V / 39.99°N 4.51°V
- Mittpunkt på fastlandet beräknas vara Cerro de los Ángeles i Getafe, nära Madrid.

### Relief
Iberiska halvöns topografi har sitt centrum på den centrala högslätten – Meseta Central, på cirka 650 meters höjd över havet.